# Frares Menors Reformats de l'Estricta Observança
L'Orde de Frares Menors Reformats de l'Estricta Observança (en llatí: Ordo Frates Minorum Strictioris Observantiae Reformatorum ) o Franciscans Reformats és una de les reformes observants de l'orde franciscà sorgides durant el segle xvi al si dels Frares Menors Observants, amb la intenció de viure la regla franciscana amb el rigor original i més austeritat que l'orde observant.

## Història
Quan el ministre general conventual Paolo Pisotti estava en contra de la reforma dels Menors Observants i era contrari a l'establiment de cases de recol·lecció.
Aquesta actitud va provocar que alguns frares que volien una observança més estricta i rigorosa de la regla, sota la direcció de Francesco da Jesi i Bernardino d'Asti demanessin al papa de poder viure en comunitats separades que aplicarien estrictament la regla. Era una reforma paral·lela a la que es donava llavors als territoris hispànics amb els franciscans descalços.
Climent VII, amb la butlla In suprema militantis Ecclesiae de 16 de gener de 1532, els va autoritzar a fer-ho, concedint-los una custòdia separada sota la jurisdicció del provincial observant. Podien fundar cases de recol·lecció en cada província per permetre la vida observant dels frares. Encara que els dos fundadors van ingressar en 1535 a l'orde caputxí, la Reforma Franciscana de l'Estricta Observança va començar el seu desenvolupament.
Podien anar-hi descalços, sense sandàlies, i podien variar la roba de l'hàbit (més gruixuda o basta), però sempre que es mantingués similar al de l'orde. Només cuinaven dos cops la setmana, feien freqüents penitències i cada dia resaven, a més dels salms i oficis comuns, l'Ofici de Difunts, el de la Mare de Déu i els Set Salms Penitencials, recordant la brevetat de la vida. En general, aplicaven més rigor i pobresa de l'establerta per la mateixa regla de Sant Francesc d'Assís, per la qual cosa aquest estat de la reforma no es va poder mantenir per molt de temps.
Els Observants van intentar obstaculitzar el desenvolupament de la nova reforma, especialment entre 1532 i 1579. El 1535, Pau III va avisar el general observant que si l'orde no duia a efecte la butlla In suprema, ordenaria els Menors Reformats que s'integressin al nou orde captuxí, deixant la disciplina observant. Davant d'això, el general permeté la fundació de noves cases reformades, donant-los quatre eremitoris a la Valle Reatina.
El 1579, la butlla Cum illus vicem de Gregori XIII va alliberar els reformats de la jurisdicció observant, i, en la pràctica, de l'autoritat del ministre general. Prohibia que els Menors Reformats poguessin viure en convents observants, però no al contrari: els observants podien viure en convents reformats. A Roma, van obtenir com a seu central el convent de San Francesco a Ripa. No obstant això, el mateix any, el general observant Francesco Gonzaga va aconseguir suspendre aquest decret: unes noves constitucions van ser promulgades per Bonaventura Secusi da Caltagirone en 1595, assegurant que es mantinguessin al si de les províncies observants. Climent VIII va aprovar aquestes constitucions el mateix 1595, però no van entrar en vigor i el 1596 es va tornar a activar el breu de Gregori XIII i els reformats van tenir un procurador general i visitadors propis. Aquest papa va fer que les cases de noviciat observants esdevinguessin cases de recol·lecció.
Gregori XV va confirmar aquesta concessió en 1621 i concedí als reformats un vicari general, per la qual cosa depenien directament del ministre general observant, però no dels provincials. Urbà VIII va revocar el privilegi en 1624. Ell mateix, amb la butlla Injuncti nobis de 1639 va convertir les custòdies reformades d'Itàlia i Polònia en províncies, i en 1642 els reformats van promulgar estatuts propis.
Així, en 1639, els Frares Menors Reformats van començar a existir com a família autònoma al si dels Frares Menors Observants, sota l'obediència del ministre general, però amb un procurador general, estatus que es mantingué fins a la dissolució de l'orde en 1897.
El 1620 Antonio Arrigoni da Galbatio va ser enviat a Baviera on, malgrat l'oposició dels menors observants, va aconseguir unificar els convents bavaresos reformats en una província, en 1625, que s'assignà a la família observant cismontana.
Arrigoni també introduí la reforma al Tirol en 1628, en Àustria en 1632, a Bohèmia el 1660 i Caríntia el 1688, amb un gran èxit, malgrat la rivalitat amb els observants.
Com la resta de branques observants, els Reformats van desaparèixer en 1897, arran de la Unió Leonina, passant els seus membres i convents a formar, amb els franciscans observants, els recol·lectes i els descalços, l'Orde de Frares Menors.
Entre les personalitats dels Reformati destaquen els sants Benet Moro de San Fratello, Pacífic de San Severino i Lleonard de Portomaurizio.

## LaRiformella(1662)
En 1662, a la província de Roma, el beat Bonaventura Gran, provinent dels franciscans descalços de Catalunya, va iniciar un moviment de reforma dels Franciscans Reformats de l'Estricta Observança, anomenat Riformella (Reformeta), amb la casa mare a San Bonaventura in Palatino. La Riformella va tenir ressò a la Toscana on sant Lleonard de Porto Maurizio va fundar dos convents, a San Miniato al Monte i Icontro, prop de Florència. Aquests convents havien de servir com a llocs de recolliment (recol·lecció) i retir espiritual per als frares i preveres que s'ocupaven de l'apostolat popular.